# اليكسي ايفانوف (لاعب هوكي الجليد)
اليكسي ايفانوف (بالروسية: Иванов, Алексей Владимирович)‏ هو لاعب هوكي الجليد روسي، ولد في 5 يناير 1985 في تيندا في روسيا.

## وصلات خارجية
- اليكسي ايفانوف (لاعب هوكي الجليد) على موقع دوري الهوكي الوطني (الإنجليزية)
- اليكسي ايفانوف (لاعب هوكي الجليد) على موقع EliteProspects.com (الإنجليزية)
- اليكسي ايفانوف (لاعب هوكي الجليد) على موقع HockeyDB.com (الإنجليزية)